# Rona Kobel
Rona Kobel (* 1982 in Freiburg im Breisgau) ist eine deutsche bildende Künstlerin.

## Werdegang
Von 2008 bis 2011 studierte Kobel an der Universität der Künste Berlin bei Katharina Sieverding und Hito Steyerl. Von 2011 bis 2013 setzte sie ihr Studium bei  Leiko Ikemura an der Universität der Künste Berlin fort. Von 2013 bis 2014 war sie Meisterschülerin bei Ikemura an der Universität der Künste Berlin. Sie lebt in Berlin.

## Werke
Neben Installationen und Fotografie-Werken stechen die prägnanten Porzellan-Werke Rona Kobels hervor. Diese fertigt sie seit 2014 aus Porzellan der Königlichen Porzellan-Manufaktur Berlin (KPM), von der sie seitdem gefördert wird. Unter anderem wurden ihre Porzellan-Werke auf der 2. Internationalen Porzellanbiennale im Jahr 2018 ausgestellt.

## Auszeichnungen (Auswahl)
- 2015: Meisterschülerpreis des Präsidenten der Universität der Künste Berlin[6][2]
- 2016: Stipendiatin der Hans und Charlotte Krull Stiftung[7][2]
- 2021: Mitglied der Jungen Akademie.[8]

## Ausstellungen (Auswahl)
- 2017: Regionale 17, Basel/Schweiz und Straßburg/Frankreich[9]
- 2018: Dinner for Sinner, Drawing Room, Hamburg[10]
- 2018: 2. Internationale Porzellanbiennale, Albrechtsburg in Meißen (Katalog)[4][5]
- 2020: Marianne-Werefkin-Preis 2020, Ausstellung der zehn nominierten Künstlerinnen, Haus am Kleistpark, Berlin[11]